# Ningbingia bulla
Ningbingia bulla é uma espécie de gastrópode  da família Camaenidae.
É endémica da Austrália.